# Rosarno
Rosarno é uma comuna italiana da região da Calábria, província de Reggio Calabria, com cerca de 15.058 habitantes. Estende-se por uma área de 39 km², tendo uma densidade populacional de 386 hab/km². Faz fronteira com Candidoni, Cittanova, Feroleto della Chiesa, Gioia Tauro, Laureana di Borrello, Melicucco, Nicotera (VV), Rizziconi, San Ferdinando.
Conhecida como Medma durante o período romano.

## Demografia
| Variação demográfica do município entre 1861 e 2011                               |
|                                                                                   |
| Fonte: Istituto Nazionale di Statistica (ISTAT) - Elaboração gráfica da Wikipedia |